# Juan Francisco Escobar
Juan Francisco Escobar Valdez (31 januari 1949) is een voormalig Paraguayaans voetbalscheidsrechter. Hij was onder meer actief bij de Copa América 1991 en 1993.

## Interlands
| Datum            | Wedstrijd             | Uitslag | Competitie        | Kreeg geel | Kreeg voor de tweede keer geel en dus rood | Weggestuurd |
| ---------------- | --------------------- | ------- | ----------------- | ---------- | ------------------------------------------ | ----------- |
| 2 juni 1983      | Paraguay – Uruguay    | 0 – 0   | Copa Artigas      | ?          | ?                                          | ?           |
| 2 augustus 1984  | Argentinië – Uruguay  | 0 – 0   | Vriendschappelijk | ?          | ?                                          | ?           |
| 9 december 1987  | Brazilië – Chili      | 2 – 1   | Vriendschappelijk | ?          | ?                                          | ?           |
| 7 juli 1991      | Colombia – Ecuador    | 1 – 0   | Copa América      | ?          | ?                                          | ?           |
| 15 juli 1991     | Brazilië – Ecuador    | 3 – 1   | Copa América      | ?          | ?                                          | 1           |
| 21 juli 1991     | Argentinië – Colombia | 2 – 1   | Copa América      | ?          | ?                                          | ?           |
| 24 juli 1992     | Polen – Koeweit       | 2 – 0   | Olympische Spelen | 3          | 0                                          | 0           |
| 28 juli 1992     | Denemarken – Ghana    | 0 – 0   | Olympische Spelen | 1          | 0                                          | 0           |
| 16 december 1992 | Brazilië – Duitsland  | 3 – 1   | Vriendschappelijk | ?          | ?                                          | ?           |
| 20 juni 1993     | Argentinië – Mexico   | 1 – 1   | Copa América      | ?          | ?                                          | ?           |
| 26 juni 1993     | Colombia – Uruguay    | 1 – 1   | Copa América      | ?          | ?                                          | ?           |
| 25 juli 1993     | Bolivia – Brazilië    | 2 – 0   | WK-kwalificatie   | 5          | 0                                          | 0           |
| 28 augustus 1993 | Uruguay – Venezuela   | 4 – 0   | WK-kwalificatie   | 8          | 0                                          | 1           |